# Mirza Adiguezal bey
Mirza Adiguezal bey (en azéri : Mirzə Adıgözəl bəy), né dans les années 1780 à Choucha et mort le 9 septembre 1848 à Choucha, est un historien azerbaïdjanais du XIXe siècle, auteur de l'ouvrage historique Garabaghname.

## Biographie
Mirza Adiguezal bey étudie à l’école de Choucha. Depuis le début du XIXe siècle, il sert dans l'administration russe et les institutions administratives de l’armée russe. Capitaine de l'armée impériale russe. En 1795, avec l'approche des troupes de Mohammad Khan Qajar vers le Karabakh, Mirza Adigozel bey quitte le Karabakh et se réinstalle à Kartli-Kakheti (Géorgie orientale) avec sa famille et des ilats (nomades). Après l'annexion de Kartli-Kakheti par la Russie en 1801, le ministre Kovalenskiy accepte Mirza Adigozal bey, au service des affaires secrètes par correspondance à Tiflis. A partir de ce moment, Mirza Adigozal bey lia longtemps son destin à l'administration russe et aux troupes russes dans le Caucase du Sud. Pendant la guerre russo-turque de 1806-1812, il occupe le poste de traducteur-commis au major-général D. Lissanevitch. Il écrit dans son autobiographie : « Jusque la onzième année, j'ai été secrétaire chez lui. Cette année-là, j'ai reçu le grade de sous-lieutenant. Enfin, la seizième année, j'ai été envoyé chez le major-général Mehdigulu Khan Javanshir — l'ancien propriétaire du Karabakh par l'autorité du gouverneur général A.P. Yermolov ». Mehdigulu Khan du Karabakh accorde à Mirza Adiguezal bey des terres qui appartenaient à leur famille, ainsi que de nombreuses zones peuplées et le nomme naib. Il est au service de la protection des frontières du Karabakh pendant trois ans, de 1823 à 1826, sur ordre du général Iermolov.

## Activité littéraire
Mirza Adigozal bey connaît les langues russe, persane, arménienne et géorgienne, aime la poésie orientale et écrit des poèmes. Mirza Adigozel bey, fan de la créativité de Nizami, restaure à ses frais la tombe du grand poète, détruite lors de la bataille de Gandja en 1826. En 1845, Mirza Adigozal bey fait noter l'histoire du Karabakh de 1736 à 1828 en langue azerbaïdjanaise. L'ouvrage est publié en 1950.